# Alkoholbevilling
En alkoholbevilling er en tilladelse til at udskænke stærke drikke  dvs. øl, vin, og spiritus fra en virksomhed, f.eks. en restauration, bodega eller lignende. Det varierer fra land til land hvad der kræves tilladelse til og hvordan en sådan tilladelse opnås.

## Danmark
Alkoholbevillingen udstedes af  kommunalbestyrelsen efter forhandling med politiet, som regel af et bevillingsnævn i henhold til restaurationsloven.
Man skal være 23-25 år for at få en alkoholbevilling. Man skal have næringsbrev, en ren straffeattest, og man må ikke have været taget for spirituskørsel. 
På politiets hjemmeside står der: Direktionens medlemmer og flertallet af bestyrelsesmedlemmerne skal være fyldt 25 år. Hvis du som ansøger har afsluttet en uddannelse inden for hotel- og restaurationsfaget, skal du være fyldt 23 år.

## Storbritannien
I Det Forenede Kongerige Storbritannien og Nordirland udstedes bevillinger efter reglerne i Bevillingsloven af 2003 (The Licensing Act 2003). Denne lov trådte i kraft natten mellem den 23. og 24. november 2005. 
Tidligere var det fredsdommerne og andre statslige myndigheder der gav bevillingerne. Bevillingsloven overfører retten til at give bevillinger til kommunalbestyrelserne (de folkevalgte råd i boroughs, distrikter og enhedslig myndigheder).
Hver kommunalbestyrelse nedsætter er bevillingsnævn (Licensing Committee), der en domstolslignende myndighed. Byrådsmedlemmer, der ikke er medlemmer af bevillingsnævnet, kan ikke deltage i sagsbehandlingen.  

## Eksterne kilder
1. ↑  "politi.dk". Arkiveret fra originalen 9. juli 2009. Hentet 20. juli 2009.